# Pseudorhysipolis areolaris
Pseudorhysipolis areolaris är en stekelart som beskrevs av Van Achterberg 2002. Pseudorhysipolis areolaris ingår i släktet Pseudorhysipolis och familjen bracksteklar. Inga underarter finns listade i Catalogue of Life.